# Erika Wallner
Érika Wallner, née Érica Frauwallner à Buenos Aires le 2 septembre 1941, décédée dans la même ville le 26 août 2016, est une actrice argentine de cinéma, de télévision et de théâtre.

## Biographie
Érika Wallner a été l'élève de Hedy Crilla. En 1957 ― à peine âgée de 16 ans ― elle a été sélectionnée comme Miss Televisión, lors d'un concours dirigé par la présentatrice Mendy (es), mais elle n'a pas pu concourir pour Miss Argentine 1958 parce qu'elle était encore mineure. Poursuivant ses études, elle se perfectionne en danse et en acrobatie, et commence à jouer au théâtre indépendant de Castelar (Partido de Morón).

### Famille
Elle épouse l'acteur Carlos Estrada (1922-2001). Ils ont eu deux enfants, María Margot et Carlos Gastón Otero Frauwallner.

### Carrière au cinéma
Elle commence au cinéma dans la mouvance des échos de la nouvelle vague en Amérique latine. Elle joue son premier rôle de protagoniste dans Héroes de hoy (es) (1960). Dans les années 1960 et 1970, elle fait partie des actrices les plus demandées. Elle joue dans des films musicaux (avec Antonio Prieto dans La novia (es) (1961), avec Leo Dan dans La novela de un joven pobre (es) (1968) ou encore avec Leonardo Favio dans Simplemente una rosa (es) (1971)), dans des comédies picaresques (par exemple El tesoro del capitán (es) (1970), Esposa y amante (es) (1977), La isla (es) (1979)), ou encore dans les policiers (par exemple Un guapo del 900 (es) (1971)).
Dans les années 1980, elle se fait remarquer dans Sin querer, queriendo (es) (1985). Emilio Vieyra lui demande aussi de jouer dans Correccional de mujeres (1986), selon un style de rôle qui lui réussit à ce moment-là à la télévision dans la série Libertad condicionada (es).

### Télévision
C'est surtout par la télévision qu'Érika s'est fait une réputation. Elle commence avec El amor tiene cara de mujer (es) (1964) de Nené Cascallar. Ce dernier la redemande pour les autres versions du film, sur Canal 9, c'est-à-dire Cuatro mujeres para Adán (1966) et Cuatro hombres para Eva (es) (1984). De la même façon, elle joue sur Telefe avec Andrea del Boca dans Celeste (es) (1991) et dans la suite Celeste siempre Celeste (es) (1992).
Dans les années 1980 et 1990, du fait de son succès national dans les séries télévisées (en particulier Libertad condicionada (es)), elle est engagée pour des réalisations étrangères. L'Interamericana lui demande de jouer dans Amanda (1983) avec Libertad Lamarque. Ensuite avec Puerto Rico dans Claudia Morán (1986). Pour le Vénézuela, elle joue avec Grecia Colmenares (es) dans le téléfilm Grecia (es) (1987) de Canal 13. En 1996 elle participe à une co-production sur l'histoire d'Adolf Eichmann, L'Homme qui a capturé Eichmannn (El hombre que capturó a Eichmann, 1996) avec Candice Bergen et Robert Duvall.
Avec Pol-ka (es) elle joue pour la mini-série Padre Coraje (es), sur un bandit des années 1950. Dans les dernières années de sa carrière artistique, elle a pour impresario Christian Manzanelli.

### Mort
Érika décède le 26 août 2016, après avoir été accueillie dans un sanatorium de Buenos Aires pour insuffisance rénale. C'est pour cette raison qu'elle abandonne son rôle au théâtre dans La Maison de Bernarda Alba, mis en scène par José María Muscari. C'est Edda Díaz qui la remplace.

## Filmographie

### Cinéma
- 1960 : Héroes de hoy (es)
- 1961 : La novia (es)
- 1966 : Máscaras en otoño (es)
- 1967 : Amor a la española : Ingrid
- 1967 : 40 grados a la sombra
- 1968 : La novela de un joven pobre (es) : Margarita Quijano
- 1968 : Che, OVNI (es)
- 1968 : Chao amor (es)
- 1969 : Cantando a la vida (Espagne)
- 1969 : Le Pont sur l'Elbe (No importa morir) de León Klimovsky : Erika (Espagne et Italie)
- 1970 : El gran crucero ou El tesoro del capitán (es)
- 1971 : Simplemente una rosa (es)
- 1971 : Un guapo del 900 (es)
- 1973 : Yo gané el PRODE... y Ud.?
- 1975 : Vida íntima de un seductor cínico (Espagne)
- 1975 : Tres suecas para tres rodríguez (es)
- 1976 : Haz la loca... no la guerra (es)
- 1977 : Hay que parar la delantera (es)
- 1977 : Esposa y amante (es) (Espagne)
- 1979 : La isla (es)
- 1979 : El Fausto criollo (es)
- 1981 : El bromista (es)
- 1985 : Sin querer, queriendo (es)
- 1986 : Correccional de mujeres
- 2014 : Tenemos un problema, Ernesto

### Télévision argentine
- 1963 : El sátiro (es), Canal 9
- 1964 : El amor tiene cara de mujer (es), Canal 13
- 1966 : Cuatro mujeres para Adán, Canal 9
- 1969 : El hombre que volvió de la muerte (es), Canal 9
- 1973 : Papá Corazón (es), Cnal 13
- 1980 : El solitario, Argentina Televisora Color
- 1981 : Herencia de amor (es)
- 1982 : Rebelde y solitario, Canal 11
- 1983 : Amanda, Canal 11
- 1984 : Cuatro hombres para Eva (es), Canal 9
- 1984 : Paloma hay una sola, Canal 9
- 1985 : Libertad condicionada (es), Canal 9
- 1986 : Claudia Morán, Canal 11
- 1987 : Grecia (es), Canal 13 : Ágata (Villana)
- 1991 : Celeste (es), Canal 13 : Silvana de Rosetti
- 1993 : Celeste siempre Celeste (es), Telefe : Silvana, veuve de Rosetti
- 1994 : Tres minas fieles, Canal 9
- 2004 : Padre Coraje (es), El trece
- 2006 : La ley del amor (es), Telefe
- 2011 : Herederos de una venganza (es), El Trece

### Télévision espagnole
- 1967 : Flash 02

### Télévision aux États-unis
- 1996 : El hombre que capturó a Eichmann : Catalina Klement

## Théâtre
- 1970 : Esta noche no, querida, de John Chapman et Ray Cooney, mis en scène par Alejandro Doria au théâtre Astral de Buenos Aires[4]
- 1990 : Tamara de Pablo Sodor, mis en scène par Carlos Furnaro et Rafael López Miarnau au théâtre El Victorial de Buenos Aires[5]
- 2002 : Festejante a mediodía, mis en scène par Kado Kostzer au Teatro Santa Maria de Buenos Aires ;
- Dame el sí, Mon Amour, avec Humberto Serrano, Mimí Ardú et Pablo Patlis.
- 2016 : La Maison de Bernarda Alba de Federico García Lorca, mis en scène par José María Muscari ;
- 2016 : Póstumos, mise en scène par José María Muscari, avec Edda Díaz, Hilda Bernard, Gogó Rojo.